# Viatiches

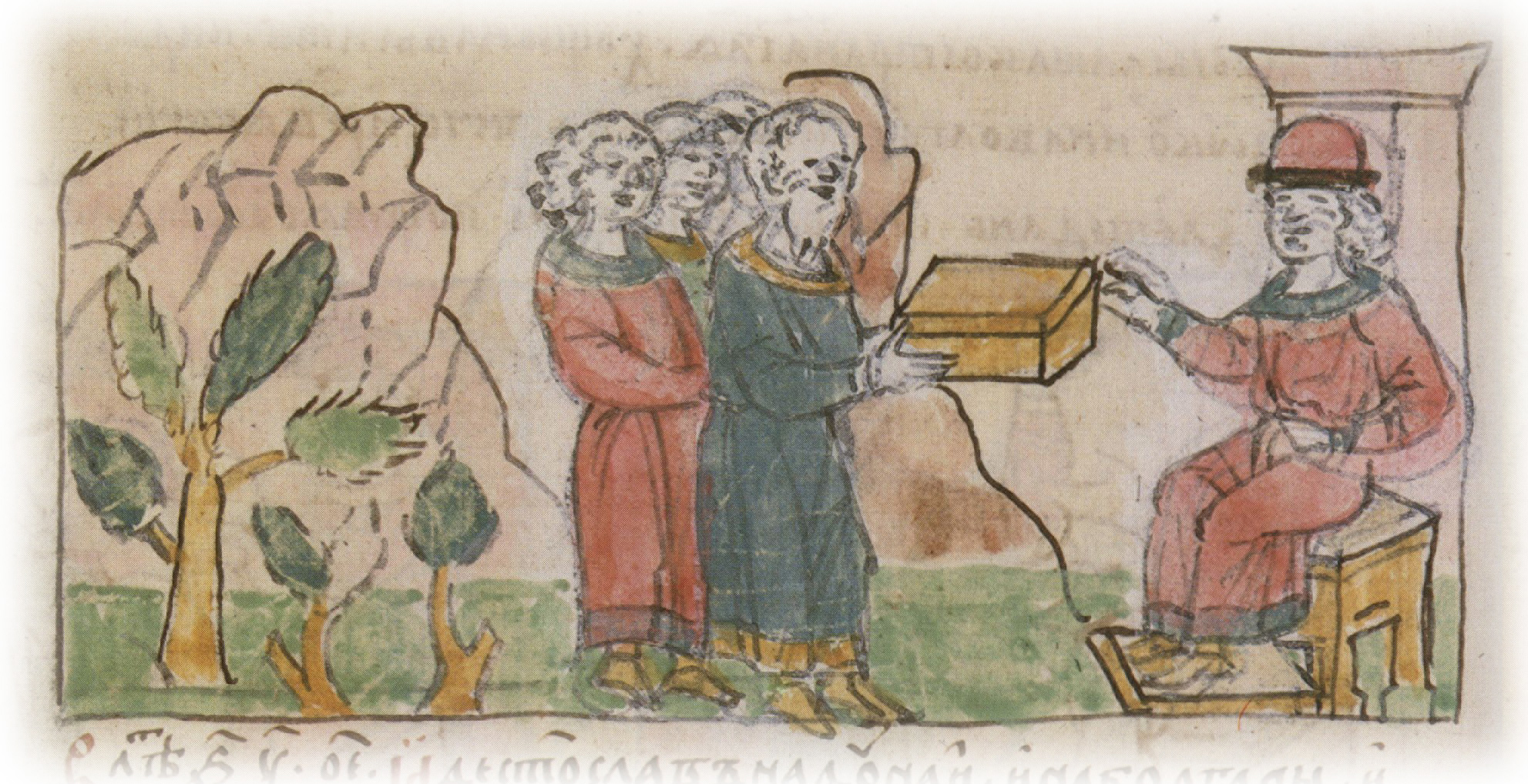
Os Viatiches prestando homenagem ao príncipe Sviatoslav Igoreviche (966). Miniatura da Crônica de Radziwill (final do século XV)

Os Viatiches (também Viatiques) (em russo antigo e eslavo eclesiástico: вѧти́чи; em russo:  Вятичи) eram uma união tribal eslava oriental, habitando nos séculos VIII-XIII a bacia do Alto e Médio Oca e do Alto Don (no território dos modernos oblasts de Moscou, Briansk, Kaluga, Oriol, Riazã, Smolensk, Tula e Lipetsk).
Os monumentos arqueológicos são representados pelas culturas arqueológicas Volintsev e Romeno-Borshchev.

## Etimologia
De acordo com a versão etimológica popular dada no Conto dos Anos Passados, o nome Viatiche vem do nome do ancestral da tribo, Viatko, uma forma diminuta do nome eslavo Viacheslav:
Os Polianos, que viviam por conta própria, como já dissemos, eram de clã eslavo e eram chamados de Polianos, e os Drevlianos descendiam dos mesmos eslavos e eram chamados de Drevlianos; Radimiches e Viatiches são do clã dos polos. Afinal, os polos tinham dois irmãos - Radim e o outro - Viatko. E eles vieram e se sentaram: Radim em Sozhi, e dele eles foram chamados de Radimiches, e Viatko sentou-se com seu clã ao longo do Oca, dele os Viatiches receberam o nome.
Texto original  (eslavo eclesiástico)
Полѧномъ живущимъ о себѣ, ѩкоже рекохомъ, сущiи от рода словѣньска и наркошасѧ полѧне, а деревлѧне от словенъ же и нарекошасѧ древлѧне; радимичи бо и вѧтичи от лѧховъ. Бѧста бо два брата в лѧсѣхъ: Радимъ, а другый Вѧтко, и, пришедша, сѣдоста: Радимъ на Съжю, и прозвашасѧ радимичи, а Вѧтко сѣде своимъ родомъ по Оцѣ, от него прозвашасѧ вѧтичи.